# Cucumaria fisheri
Cucumaria fisheri är en sjögurkeart som beskrevs av Wells 1924. Cucumaria fisheri ingår i släktet Cucumaria och familjen korvsjögurkor. Inga underarter finns listade i Catalogue of Life.